# Трукацано
Трукаца̀но (на италиански: Truccazzano, на западноломбардски: Truccazzàn, Трукацан) е градче и община в Северна Италия, провинция Милано, регион Ломбардия. Разположено е на 108 m надморска височина. Населението на общината е 6008 души (към 2013 г.).